# Amblyseiella setosa
Amblyseiella setosa är en spindeldjursart som beskrevs av Muma 1955. Amblyseiella setosa ingår i släktet Amblyseiella och familjen Phytoseiidae. Inga underarter finns listade i Catalogue of Life.